# Isotopes du potassium
Le potassium (K, numéro atomique 19) possède 24 isotopes connus de nombre de masse variant entre 32 et 55, ainsi que quatre isomères nucléaires. Le potassium est présent dans la nature sous la forme de trois isotopes : 39K (majoritaire) et  41K, tous deux stables, et un radioisotope à longue durée de vie (demi-vie de 1,248 milliard d'années), 40K. Sa masse atomique standard est de 39,0983(1) u. Les autres radioisotopes  du potassium ont tous une demi-vie inférieure à une journée, et pour la plupart d'entre eux inférieure à une minute.
Les isotopes les plus légers (32K, 33K et 34K) se désintègrent par émission de proton en isotopes de l'argon, ceux un peu plus lourds, mais plus légers que les isotopes stables et 40K se désintègrent principalement par désintégration β+, toujours en isotopes de l'argon, et les radioisotopes les plus lourds, 40K inclus,  principalement par désintégration β− en isotopes du calcium.

## Isotopes notables

### Potassium  naturel
Le potassium naturel est constitué des deux isotopes stables 39K et 41K, et du radioisotope primordial 40K.
| Isotope | Abondance (pourcentage molaire) |
| ------- | ------------------------------- |
| 39K     | 93,2581 (44) %                  |
| 40K     | 0,0117 (1) %                    |
| 41K     | 6,7302 (44) %                   |

### Potassium 40
Le potassium 40 (40K) possède un noyau constitué de 19 protons et de 21 neutrons. Radioisotope primordial, malgré sa faible occurrence comme isotope du potassium, il est présent en relativement grande quantité dans la nature et est même la principale source de radioactivité chez les êtres vivants en bonne santé, plus grande par exemple que le carbone 14. Dans un corps humain de 70 kg, environ 4 400 noyaux de 40K se désintègrent par seconde.
Le potassium 40 se désintègre principalement (88,8 %) par désintégration β− en 40Ca, stable. Il se désintègre aussi de façon minoritaire (11,2 %) par capture électronique et en proportion quasiment négligeable par désintégration β+ (ce qui fait de lui dans ce cas rare le nucléide émetteur de positon à la plus longue demi-vie) en 40Ar, stable également. Sa demi-vie est de 1,248 Ga.
La désintégration de 40K en 40Ar est utilisée dans la datation des roches selon une méthode appelée datation potassium-argon. Cette méthode repose sur l'hypothèse que les roches ne contenaient pas d'argon lors de leur formation, et que par conséquent l'argon actuellement présent a été formé par la désintégration du potassium 40. Ces minéraux sont donc datés par la mesure de la quantité de potassium et de l'argon radiogénique accumulé.

## Table des isotopes
| Symbole de l'isotope | Z (p)                | N (n)                | Masse isotopique (u) | Demi-vie       | Mode(s) de désintégration, | Isotope(s) fils | Spin nucléaire |
| Symbole de l'isotope | Énergie d'excitation | Énergie d'excitation | Énergie d'excitation | Demi-vie       | Mode(s) de désintégration, | Isotope(s) fils | Spin nucléaire |
| -------------------- | -------------------- | -------------------- | -------------------- | -------------- | -------------------------- | --------------- | -------------- |
| 32K                  | 19                   | 13                   | 32,02192(54)#        |                | p                          | 31Ar            | 1+#            |
| 32mK                 | 950(100)# keV        | 950(100)# keV        | 950(100)# keV        | ?              |                            |                 | 4+#            |
| 33K                  | 19                   | 14                   | 33,00726(21)#        | <25 ns         | p                          | 32Ar            | (3/2+)#        |
| 34K                  | 19                   | 15                   | 33,99841(32)#        | <40 ns         | p                          | 33Ar            | 1+#            |
| 35K                  | 19                   | 16                   | 34,988010(21)        | 178(8) ms      | β+ (99,63 %)               | 35Ar            | 3/2+           |
| 35K                  | 19                   | 16                   | 34,988010(21)        | 178(8) ms      | β+, p (0,37 %)             | 34Cl            | 3/2+           |
| 36K                  | 19                   | 17                   | 35,981292(8)         | 342(2) ms      | β+ (99,94 %)               | 36Ar            | 2+             |
| 36K                  | 19                   | 17                   | 35,981292(8)         | 342(2) ms      | β+, p (0,048 %)            | 35Cl            | 2+             |
| 36K                  | 19                   | 17                   | 35,981292(8)         | 342(2) ms      | β+, α (0,012 %)            | 32S             | 2+             |
| 37K                  | 19                   | 18                   | 36,97337589(10)      | 1,226(7) s     | β+                         | 37Ar            | 3/2+           |
| 38K                  | 19                   | 19                   | 37,9690812(5)        | 7,636(18) min  | β+                         | 38Ar            | 3+             |
| 38m1K                | 130,50(28) keV       | 130,50(28) keV       | 130,50(28) keV       | 924,2(3) ms    |                            |                 | 0+             |
| 38m2K                | 3458,0(2) keV        | 3458,0(2) keV        | 3458,0(2) keV        | 21,98(11) µs   |                            |                 | (7+),(5+)      |
| 39K                  | 19                   | 20                   | 38,96370668(20)      | Stable         | Stable                     | Stable          | 3/2+           |
| 40K,                 | 19                   | 21                   | 39,96399848(21)      | 1,248(3)×109 a | β− (88,8 %)                | 40Ca            | 4-             |
| 40K,                 | 19                   | 21                   | 39,96399848(21)      | 1,248(3)×109 a | CE (11,2 %)                | 40Ar            | 4-             |
| 40K,                 | 19                   | 21                   | 39,96399848(21)      | 1,248(3)×109 a | β+ (0,001 %)               | 40Ar            | 4-             |
| 40mK                 | 1643,639(11) keV     | 1643,639(11) keV     | 1643,639(11) keV     | 336(12) ns     |                            |                 | 0+             |
| 41K                  | 19                   | 22                   | 40,96182576(21)      | Stable         | Stable                     | Stable          | 3/2+           |
| 42K                  | 19                   | 23                   | 41,96240281(24)      | 12,360(12) h   | β−                         | 42Ca            | 2-             |
| 43K                  | 19                   | 24                   | 42,960716(10)        | 22,3(1) h      | β−                         | 43Ca            | 3/2+           |
| 44K                  | 19                   | 25                   | 43,96156(4)          | 22,13(19) min  | β−                         | 44Ca            | 2-             |
| 45K                  | 19                   | 26                   | 44,960699(11)        | 17,3(6) min    | β−                         | 45Ca            | 3/2+           |
| 46K                  | 19                   | 27                   | 45,961977(17)        | 105(10) s      | β−                         | 46Ca            | 2(-)           |
| 47K                  | 19                   | 28                   | 46,961678(9)         | 17,50(24) s    | β−                         | 47Ca            | 1/2+           |
| 48K                  | 19                   | 29                   | 47,965514(26)        | 6,8(2) s       | β− (98,86 %)               | 48Ca            | (2-)           |
| 48K                  | 19                   | 29                   | 47,965514(26)        | 6,8(2) s       | β−, n (1,14 %)             | 47Ca            | (2-)           |
| 49K                  | 19                   | 30                   | 48,96745(8)          | 1,26(5) s      | β−, n (86 %)               | 48Ca            | (3/2+)         |
| 49K                  | 19                   | 30                   | 48,96745(8)          | 1,26(5) s      | β− (14 %)                  | 49Ca            | (3/2+)         |
| 50K                  | 19                   | 31                   | 49,97278(30)         | 472(4) ms      | β− (71 %)                  | 50Ca            | (0-,1,2-)      |
| 50K                  | 19                   | 31                   | 49,97278(30)         | 472(4) ms      | β−, n (29 %)               | 49Ca            | (0-,1,2-)      |
| 51K                  | 19                   | 32                   | 50,97638(54)#        | 365(5) ms      | β− (53 %)                  | 51Ca            | 3/2+#          |
| 51K                  | 19                   | 32                   | 50,97638(54)#        | 365(5) ms      | β−, n (47 %)               | 50Ca            | 3/2+#          |
| 52K                  | 19                   | 33                   | 51,98261(75)#        | 105(5) ms      | β−, n (64 %)               | 51Ca            | (2-)#          |
| 52K                  | 19                   | 33                   | 51,98261(75)#        | 105(5) ms      | β−, 2n (21 %)              | 50Ca            | (2-)#          |
| 52K                  | 19                   | 33                   | 51,98261(75)#        | 105(5) ms      | β− (15 %)                  | 52Ca            | (2-)#          |
| 53K                  | 19                   | 34                   | 52,98712(75)#        | 30(5) ms       | β−, n (67 %)               | 52Ca            | (3/2+)#        |
| 53K                  | 19                   | 34                   | 52,98712(75)#        | 30(5) ms       | β−, 2n (17 %)              | 51Ca            | (3/2+)#        |
| 53K                  | 19                   | 34                   | 52,98712(75)#        | 30(5) ms       | β− (16 %)                  | 53Ca            | (3/2+)#        |
| 54K                  | 19                   | 35                   | 53,99420(97)#        | 10(5) ms       | β− (>99,9 %)               | 54Ca            | 2-#            |
| 54K                  | 19                   | 35                   | 53,99420(97)#        | 10(5) ms       | β−, n (<,1 %)              | 53Ca            | 2-#            |
| 55K                  | 19                   | 36                   | 54,99971(107)#       | 3# ms          | β−                         | 55Ca            | 3/2+#          |
| 55K                  | 19                   | 36                   | 54,99971(107)#       | 3# ms          | β−, n                      | 54Ca            | 3/2+#          |

1. ↑  Abréviation :
CE : capture électronique.
2. ↑  Isotopes stables en gras.
3. ↑  Utilisé en datation au potassium-argon.
4. ↑  radionucléide primordial.

### Remarques
- Les valeurs marquées # ne sont pas purement dérivées des données expérimentales, mais aussi au moins en partie à partir des tendances systématiques. Les spins avec des arguments d'affectation faibles sont entre parenthèses.
- Les incertitudes sont données de façon concise entre parenthèses après la décimale correspondante. Les valeurs d'incertitude dénotent un écart-type, à l'exception de la composition isotopique et de la masse atomique standard de l'IUPAC qui utilisent des incertitudes élargies.